# مائوریتسیو نیکتی
مائوریتسیو نیکتی (ایتالیایی: Maurizio Nichetti؛ زادهٔ ۸ مهٔ ۱۹۴۸) یک کارگردان، هنرپیشه، و فیلم‌نامه‌نویس اهل ایتالیا است.

## بحشی از فیلمشناسی
از فیلم‌ها یا برنامه‌های تلویزیونی که وی در آن نقش داشته است می‌توان به آثار زیر اشاره کرد.
- راتاتاپلان
- یک جایی